# Atrococcus colchicus
Atrococcus colchicus är en insektsart som först beskrevs av Hadzibejli 1960.  Atrococcus colchicus ingår i släktet Atrococcus och familjen ullsköldlöss. Inga underarter finns listade i Catalogue of Life.